# Abominación desoladora

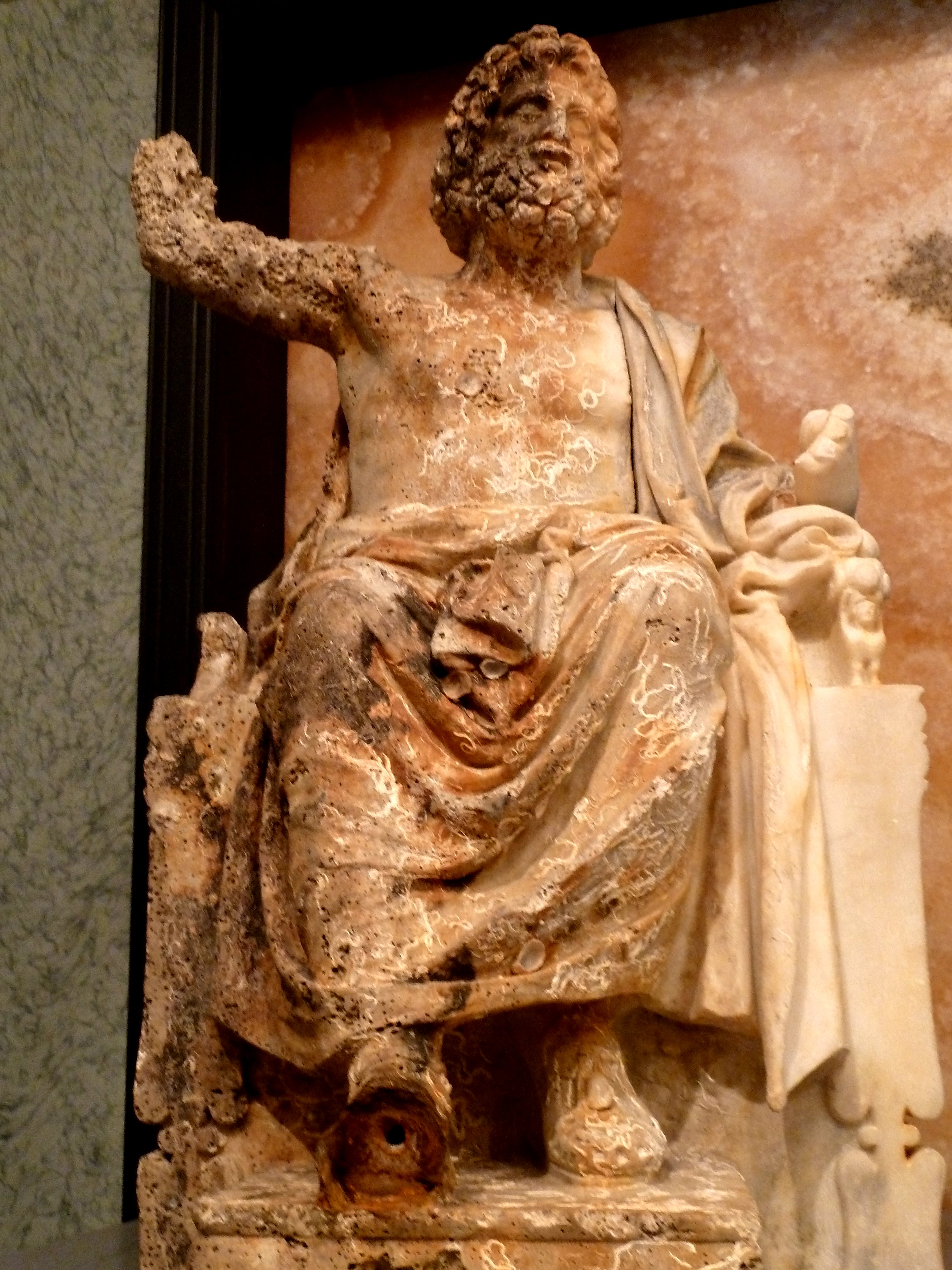
Zeus entronizado (griego, c. 100 a. C.).

La abominación desoladora (del Libro de Daniel) o abominación de la desolación fue la ocurrencia de sacrificios paganos en el Templo de Jerusalén por parte del rey griego Antíoco IV Epífanes en el siglo II a. C., que reemplazaron los dos sacrificios judíos diarios o, alternativamente, el altar pagano sobre el cual se realizaban tales ofrendas.
La expresión fue retomada por los autores de los evangelios en el contexto de la destrucción romana de Jerusalén y el Templo en el siglo I. En Marcos (Marcos 13:14), Jesús da un discurso sobre la Segunda Venida, Mateo (Mateo 24:15-16) enfatiza la referencia a Daniel y Lucas (Lucas 21:20-21) describe a los ejércitos romanos («Pero cuando viereis a Jerusalén rodeada de ejércitos [...]»); en los tres casos, es probable que los autores tuvieran en mente un futuro evento escatológico (es decir, del tiempo del fin), y quizás las actividades de algún anticristo.

## Libro de Daniel

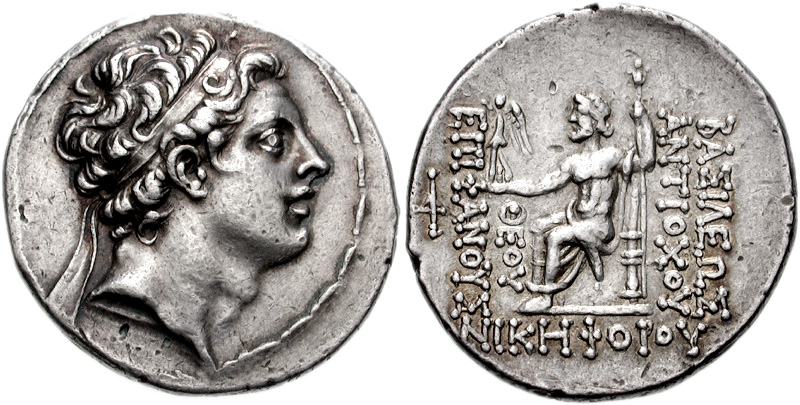
Moneda de Antíoco IV Epífanes: en la inscripción se lee «Rey Antíoco, dios manifestado, portador de la victoria».

El Libro de Daniel se originó como un conjunto de cuentos populares dentro de la comunidad judía entre finales del siglo IV a. C. e inicios del siglo III a. C. En ese momento, se sacrificaba un cordero dos veces al día, mañana y tarde, en el altar del templo judío en Jerusalén, pero Antíoco IV, rey de la dinastía seléucida griega que luego gobernó Palestina, puso fin a esto en 167 a. C. Los capítulos visionarios de Daniel (Daniel 7-12) se agregaron al libro en este momento, para asegurar a los judíos que sobrevivirían ante esta amenaza. En Daniel 8, un ángel le pregunta a otro cuánto durará «la prevaricación asoladora»; Daniel 9 habla de «un príncipe que ha de venir» que «hará cesar el sacrificio y la ofrenda. Después con la muchedumbre de las abominaciones vendrá el desolador»; Daniel 11 cuenta la historia del arrogante rey extranjero que establece la «abominación desoladora»; y en Daniel 12 se le dice al profeta cuántos días pasarán «desde el tiempo que sea quitado el continuo sacrificio hasta la abominación desoladora».
Uno de los puntos de vista antiguos más populares fue entender que la «abominación» era una deformación despectiva (o disfemismo) de la deidad fenicia Baal Shamin, el «Señor del Cielo»; Filón de Biblos identificó a Baal Shamin con el dios del cielo griego Zeus, y como el Templo de Jerusalén fue dedicado nuevamente en honor a Zeus, según 2 Macabeos 6:2; los antiguos comentaristas tendieron a seguir a Porfirio de Tiro al considerar la «abominación» en términos de una estatua del dios del cielo griego. Más recientemente, se ha sugerido que la referencia es a ciertas piedras sagradas (posiblemente meteoritos) que se fijaron en el Altar del Sacrificio del Templo con fines de adoración pagana, ya que el uso de tales piedras está bien atestiguado en los cultos cananeos y sirios.
Ambas propuestas han sido criticadas sobre la base de que son demasiado especulativas, o dependen de análisis defectuosos, o no se adaptan bien al contexto relevante en el libro de Daniel; y estudios más recientes tienden a ver la «abominación» como una referencia a las ofrendas paganas que reemplazaron la ofrenda judía de dos veces al día prohibida (Daniel 11:31, 12:11; 2 Macabeos 6:5), o el altar pagano sobre el cual se realizaban tales ofrendas.

## Nuevo Testamento

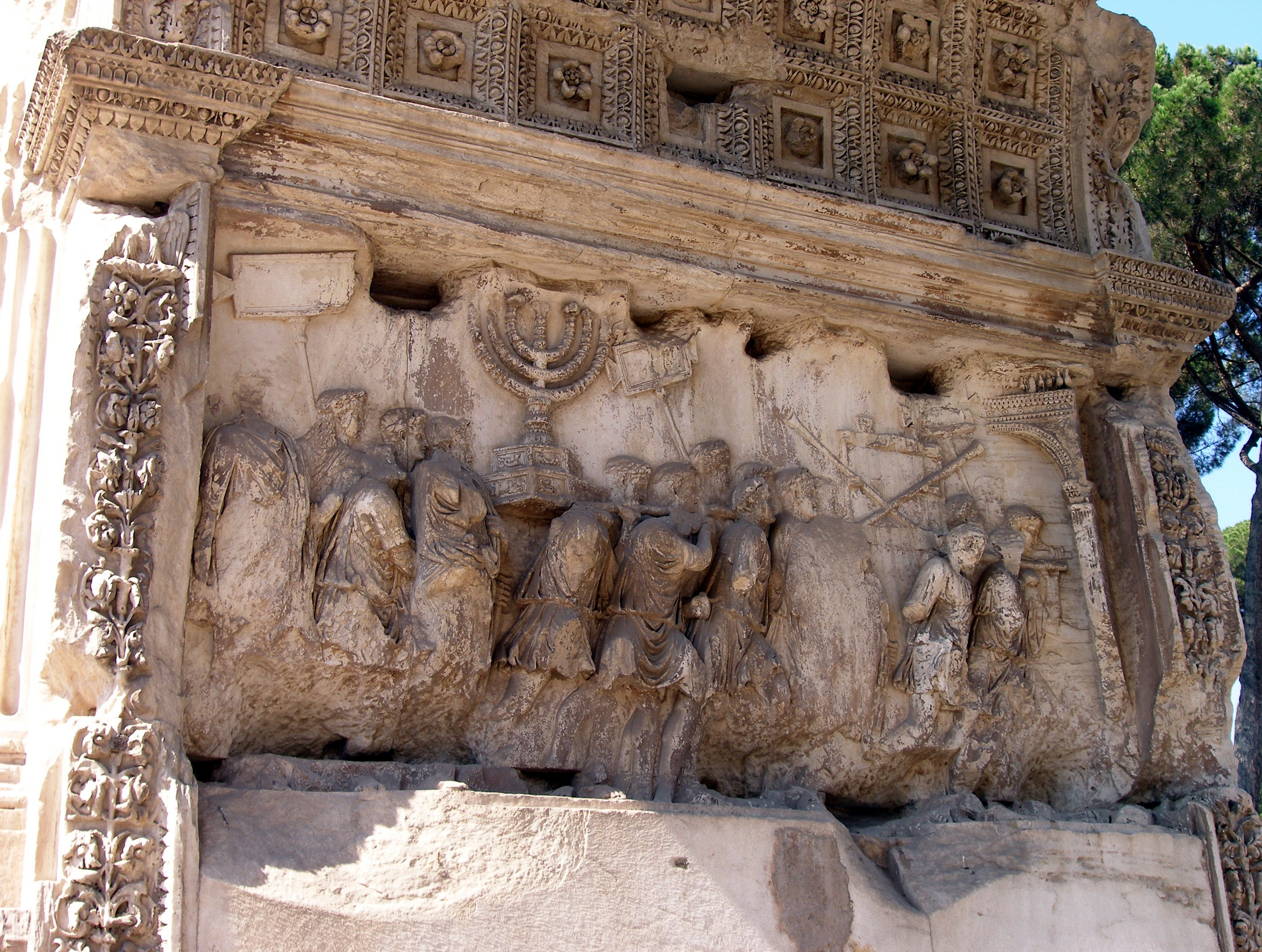
Arco de Tito en Roma, mostrando el botín del Templo judío en Jerusalén.

En el 63 a. C., los romanos capturaron Jerusalén y Judea, y se convirtió en un puesto avanzado del Imperio romano; pero en el 66 d. C. los judíos se rebelaron contra los romanos, como sus antepasados habían hecho contra Antíoco IV. La primera guerra judeo-romana subsiguiente terminó en 70 d. C., cuando las legiones del general romano Tito sitiaron y capturaron Jerusalén; la ciudad y el Templo fueron arrasados, y el único edificio en el sitio hasta el primer tercio del siglo siguiente fue un campamento militar romano.
El capítulo 13 del Evangelio de Marcos registra un discurso de Jesús sobre el fin de los tiempos, el regreso del Hijo del Hombre y el advenimiento del Reino de Dios, señalado por la aparición de la «abominación desoladora». Comienza con Jesús en el Templo, informando a sus discípulos que «No quedará piedra sobre piedra, que no sea derribada»; los discípulos preguntan cuándo sucederá esto y en Marcos 13:14, Jesús les dice: «cuando veáis la abominación desoladora de que habló el profeta Daniel, puesta donde no debe estar (el que lee, entienda), entonces los que estén en Judea huyan a los montes». La terminología de Marcos se extrae de Daniel, pero él coloca el cumplimiento de la profecía en su propio día, insertando una súplica al lector para que «entienda», y subrayando esto en Marcos 13:30 al afirmar que «no pasará esta generación hasta que todo esto acontezca». Mientras que la «abominación» de Daniel fue probablemente un altar o sacrificio pagano, la gramática en Marcos usa un participio masculino para «estar de pie», lo que indica una persona histórica concreta: se han sugerido varios candidatos, pero el más probable es Tito.
Marcos fue una de las fuentes utilizadas por los autores de Mateo y Lucas. En el Evangelio de Mateo, Mateo 24:15-16 sigue de cerca a Marcos 13:14: «Por tanto, cuando veáis en el lugar santo la abominación desoladora de que habló el profeta Daniel (el que lee, entienda), entonces los que estén en Judea, huyan a los montes», pero a diferencia de Marcos, usa un participio neutral en lugar de uno masculino, e identifica explícitamente a Daniel como su fuente profética. El Evangelio de Lucas (Lucas 21:20-21) omite la «abominación» por completo: «Pero cuando viereis a Jerusalén rodeada de ejércitos, sabed entonces que su destrucción ha llegado. Entonces los que estén en Judea, huyan a los montes; y los que en medio de ella, váyanse; y los que estén en los campos, no entren en ella». Es probable que los tres autores tuvieran en mente un futuro evento escatológico (es decir, del tiempo del fin), y quizás las actividades de algún anticristo.
Aparte de la interpretación literal, otros ven estas profecías de Jesús como una referencia directa a las profecías de Daniel 11:31-32, siendo la advertencia de la abominación desoladora dentro del templo un lenguaje simbólico, representando la abominación desoladora la apostasía que trae perdición; la cual predominará en aquellos días, y que no debe habitar dentro de los cristianos; quienes son declarados en el Nuevo Testamento como el templo de Dios.

## Comentarios de la Iglesia católica
Para situarla de forma concreta, el Señor utiliza la frase «la abominación de la desolación». Se refiere a diversos lugares del libro de Daniel en los que el profeta habla del rey idólatra Antíoco IV Epífanes, que ocupó con sus tropas el santuario y levantó sobre el altar de los holocaustos imágenes de dioses falsos y ordenó que los libros sagrados de los judíos fueran rociados con caldo hecho con carne de cerdo. Jesús aplica este pasaje de la historia de Israel a la próxima destrucción de Jerusalén y por esto pide —«quien lea, entienda»— una mayor atención a la lectura del libro de Daniel. Sigue diciendo Jesús que vendrá una nueva desolación, que destruirá el Templo para introducir la idolatría. 
El Templo fue destruido y profanado por las tropas romanas y en el siglo II el emperador Adriano mandó colocar una estatua de Júpiter sobre las ruinas del Templo. A continuación, Jesús detalla el anuncio de nuevas calamidades: los dolores, los falsos profetas y falsos mesías que harán falsos signos. Aún más, se presentarán como el verdadero Cristo, el verdadero Masías, que tiene que venir. Para todos los casos, Jesús les da solamente una advertencia: «No os lo creáis». Cuando venga el Hijo del Hombre no será de  forma oculta o sólo para algunos, sino de forma  manifiesta, como un relámpago que ilumina toda la tierra.
En estos versículos parece que el Jesús identifica la caída de Jerusalén como imagen del fin de los tiempos. Esta gran «tribulación» debe ser un ejemplo para los cristianos, pues a lo largo de la historia, muchas veces llegarán a pensar que la tribulación es insufrible. Más adelante, los cristianos, cuando vieron a los ejércitos rodear la ciudad, recordaron las palabras de Jesús y huyeron a Transjordania 
Ante estas dificultades, Jesús les indica a sus discípulos dos caminos para vencer y perseverar. En primer lugar les dice que bien sabe Él que aunque los peligros son tan grandes que pueden hacer tambalear al más santo, Dios no permitirá que sean superiores a las fuerzas de sus elegidos. En segundo lugar, les dice que cuentan con sus advertencias y les bastará con estar alerta, con velar. 

El Verbo nos ocultó el final de todas las cosas y de cada una en particular. (…) Al considerar que desconocemos ese final, siempre, todos los días, tenderemos y caminaremos, como convocados, hacia las cosas más importantes, y nos olvidaremos de las secundarias. ¿Quién no descuidaría el tiempo intermedio si conociera el último día? Y, al contrario, ¿quién no se prepara todos los días si desconoce el último?.